# Lưu Phanh
Lưu Phanh (chữ Hán: 劉怦, bính âm: Liu Peng, 727 - 4 tháng 11 năm 785), thụy hiệu là Bành Thành Cung công (彭城恭公) là Tiết độ sứ Lư Long dưới triều nhà Đường trong lịch sử Trung Quốc. Ông chỉ tại vị trong vòng nửa năm kể từ sau cái chết của tiền tiết độ sứ Chu Thao cho đến khi qua đời vào cuối năm 785.

## Phục vụ Chu Thao
Lưu Phanh nguyên quán ở U châu, Xương Bình (thuộc Bắc Kinh hiện nay). Ông chào đời vào năm 727 dưới thời hoàng đế Huyền Tông nhà Đường. Phụ thân của ông là Lưu Cống, lúc sinh thời từng giữ chức Quảng Biên đại đấu quân sử. Mẹ Lưu Phanh có người em gái thành hôn với Thứ sử Kế châu Chu Hoài Khuê, sinh ra Chu Thao. Lúc còn trẻ, ông từng là quân nhân ở vùng Phạm Dương (Bắc Kinh, Trung Quốc. về sau đổi tên là trấn Lư Long). Tuy nhiên ông còn cha mẹ già ở nhà nên không lâu sau được miễn lính. Khi loạn An Sử bị dẹp, Lý Hoài Tiên trở thành Tiết độ sứ Lư Long, nhiều lần mời Lưu Phanh đến phục vụ mình, nhưng ông từ chối. Về sau Lý Hoài Tiên bị thủ hạ là Chu Hi Thải sát hại năm 768, rồi Chu Hi Thải bị giết năm 772, Chu Thử trở thành Tiết độ sứ Lư Long. Tuy nhiên về sau do Chu Thử được triệu về triều đình (774) nên Chu Thao nắm quân vụ ở Lư Long.
Sau khi Chu Thao lên làm Tiết độ sứ, Lưu Phanh được mời đến phục vụ trong phủ tiết độ. Do lập được quân công, ông lần lượt thăng lên các chức vụ Hùng Vũ quân sử, sau đó là Trác châu thứ sử. Vào năm 775, Chu Thao cùng Tiết độ sứ Thành Đức và tiết độ sứ Tri Thanh Lý Chánh Kỉ tham gia chiến dịch thảo phạt Điền Thừa Tự ở Ngụy Bác. Thấy Lưu Phanh được tướng sĩ tin tưởng, Chu Thao giao cho ông lĩnh quân phủ sự, tạm trông coi công việc ở trấn. Tuy nhiên về sau, do Điền Thừa Tự thuyết phục Lý Bảo Thần và Lý Chánh Kỉ trở giáo tấn công Lư Long. Lý Bảo Thần đưa quân uy hiếp Chu Thao ở Ngõa Kiều quan khiến Thao bỏ chạy, rồi thừa thắng tiến tới U châu, mưu đồ chiếm giữ vùng này, tuy nhiên Lưu Phanh giữ thành chặt chẽ, nên Lý Bảo Thần cảm thấy không thể đánh nhanh được, quyết định rút lui.
Sau cái chết của Lý Bảo Thần năm 781, con trai ông ta là Lý Duy Nhạc tự lĩnh quân vụ, sai sứ đến triều đình cầu tinh tiết, vua Đức Tông không cho. Lý Duy Nhạc liền liên kết với Điền Duyệt (cháu Điền Thừa Tự, nắm quyền năm 779) cùng Lý Chánh Kỉ và Lương Sùng Nghĩa ở Sơn Nam Đông Đạo. Triều đình triệu tập các lộ tiết độ sứ thảo phạt các trấn phản loạn. Chu Thao được giao nhiệm vụ tấn công Thành Đức từ phía bắc, cuối cùng đánh thắng quân của Lý Duy Nhạc, Duy Nhạc sau bị tướng dưới quyền là Vương Vũ Tuấn giết chết.
Tuy nhiên do Chu Thao và Vương Vũ Tuấn oán hận triều đình thưởng bạc nên nảy ý chống lại. Lại thêm Điền Duyệt bị vây ở Ngụy châu cũng sai sứ đến thuyết phục, khiến hai người này đồng ý liên minh với Ngụy, Tề cùng chống triều đình. Lưu Phanh biết chuyện này, viết thư cho Chu Thao, khuyên can rằng
Tư đồ không sùng Thái úy, chức vị ngang với tể tướng, được thiên tử ân sủng, vinh quang đã đủ. Nay quê cũ của chúng ta là Xương Bình, triều đình đổi là Úy khanh, Tư đồ lý, cũng là để cho đại phu mang được cái danh bất hủ rồi. Nay nếu tiếp tục trung thuận, thì sẽ không có gì cản trở cả. Gần đây, bọn giặc An Sử bại vong, diệt tộc âu cũng là vì kiêu căng ngạo mạn, không phân biệt được lợi hại mà vội vã gây chiến, nay lẽ nào lại lặp lại gương xấu xưa kia. Phanh gần gũi với Tư đồ, được hưởng ân tri ngộ, sẽ không tố cáo lên trên, nhưng cũng không dám theo giúp. Chỉ mong Tư đồ suy nghĩ lại, nếu không về sau sẽ không kịp hối.
Chu Thao không nghe, tuy nhiên cũng tỏ ra cảm phục Lưu Phanh, cho ông là người tận trung và không bao giờ nghi ngờ ông. Khi Chu Thao tham gia chiến trận bên ngoài, việc quân vụ đều do Lưu Phanh đảm nhận. Sau Thao tự xưng Kì vương (782), phong Lưu Phanh làm Hữu phó xạ, Phạm Dương lưu thủ.

## Làm Tiết độ sứ và qua đời
Năm 784, ba trấn xưng vương còn lại đã đầu hàng nhà Đường, Chu Thao đưa quân tấn công Ngụy bị Lý Bão Chân đánh bại một trận lớn, phải bỏ chạy về U châu. Chu Thao lo sợ Lưu Phanh ở nhà nhân lúc ông thua trận mà chống lại, nhưng Lưu Phanh vẫn trung thành với Thao, dẫn binh lính đón Thao trở về, đón vào phủ.
Mùa hạ năm 785, Chu Thao lâm bệnh qua đời, tướng sĩ ủng hộ Lưu Phanh làm Tri quân sự. Triều đình nhà Đường phong ông làm U châu đại đô đốc phủ trưởng sử kiêm Ngự sử đại phu, U châu Lư Long tiết độ phó đại sứ, Tri tiết độ sứ, Quản nội doanh điền quan sát, Kinh lược Lư Long quân sử (Theo Tư trị thông giám thì ông được phong làm Tiết độ sứ). Tuy nhiên chỉ được có ba tháng, đến tháng 9 ÂL thì ông lâm bệnh qua đời, hưởng thọ 59 tuổi. Vua Đức Tông phế triều ba ngày, truy tặng Binh bộ thượng thư, ban Bố bạch hữu sai. Con ông là Lưu Tế được ủng hộ lên làm Tiết độ sứ mới ở Lư Long.